# Hôtel de Choiseul (Paris)
Ne doit pas être confondu avec Hôtel de Laborde ou Hôtel Crozat.
L'hôtel de Choiseul, initialement hôtel Crozat de la rue de Richelieu — qui ne doit pas être confondu avec l'hôtel Crozat de la place Vendôme – est un ancien hôtel particulier parisien bâti au début du XVIIIe siècle par l'architecte Jean-Sylvain Cartaud pour le financier Pierre Crozat et démoli pour faire place à un lotissement au centre duquel fut élevée, en 1783, le théâtre dit première salle Favart.
Situé rue de Richelieu (9e arrondissement) aux actuels numéros 91-93, l'hôtel particulier de Pierre Crozat occupait l'espace compris entre l'actuelle rue Saint-Marc et les anciens remparts de Paris et s'étendait dans sa profondeur jusqu'à l'actuelle rue de Gramont, avec de très vastes jardins au-delà des remparts.

## Historique
Louis XIV décide en 1670 de faire de Paris une ville ouverte et de construire une large chaussée plantée d'arbres, les actuels grands boulevards, à la place des anciennes fortifications. La partie de ce « Nouveau Cours » correspondant aux actuels boulevards de la Madeleine, des Capucines, des Italiens, Montmartre et Poissonnière est tracée en avant de l'ancienne enceinte des Fossés Jaunes qui est progressivement rasée, la porte Richelieu étant détruite en 1701, libérant un espace pour de nouvelles constructions.

### L'hôtel Crozat de la rue de Richelieu
Le financier, collectionneur et mécène Pierre Crozat (1661-1740), l'une des premières fortunes de France, fait alors l'acquisition de terrains pour se faire construire un hôtel particulier, à l'instar de son frère aîné Antoine Crozat (1655-1738), propriétaire de l'hôtel Crozat de la place Vendôme. Sa demeure est construite de 1704 à 1707 par l'architecte Jean-Sylvain Cartaud aux actuels numéros 91/93 de la rue de Richelieu, ainsi prolongée, avec des jardins s'étendant au-delà des anciens remparts de Paris, puisque le potager était accessible au moyen d'un passage souterrain sous le boulevard.
L'édifice, suivant un plan en "U", se compose de deux appartements parallèles, joints entre eux à leur extrémité ouest par une galerie qui occupait tout le rez-de-chaussée de la façade sur le jardin. Cette galerie constituait la plus belle pièce de l'Hôtel, avec d'amples proportions : 21 mètres de long, 7 mètres de large et 8 mètres de haut. Son plafond est peint par Charles de La Fosse, qui y figure la naissance de Minerve sortant du cerveau de Jupiter, les dieux étant autour, disposés par groupes.Ce thème se veut le reflet de la culture des mécènes de l'artiste.
En 1715, Pierre Crozat charge Charles de La Fosse d'orner la salle à manger de l'hôtel avec quatre compositions illustrant les quatre saisons. Ce travail est interrompu par la mort de Charles de La Fosse et poursuivi par Antoine Watteau. Charles de La Fosse esquisse le printemps en deux dessins, aujourd'hui au Musée du Louvre, dont Antoine Watteau tire inspiration pour une peinture aujourd'hui disparue, mais connue par une photographie,. Antoine Watteau conçoit et exécute les trois autres saisons, dont subsiste l'été, aujourd'hui à la National Gallery of Art de Washington, l'automne et l'hiver n'étant plus connues que par des gravures,.
Durant une dizaine d'années, Charles de La Fosse loge dans l'hôtel avec sa famille et y meurt en 1716 dans son appartement, au premier étage sur le jardin, où sa veuve résidera aussi jusqu'à sa mort, en 1737.

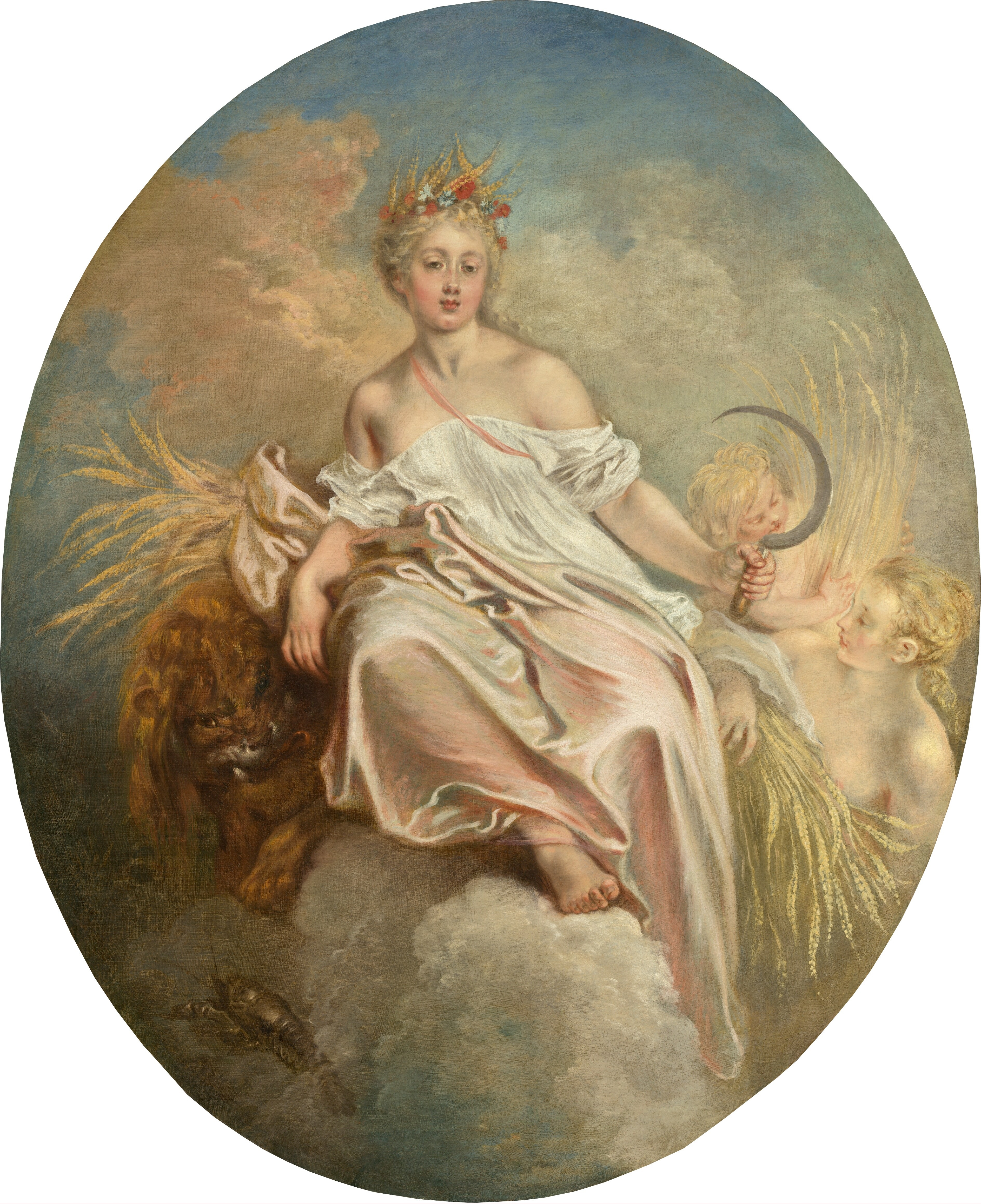
Cérès, ou l'été - Antoine Watteau - Peinture issue du décor de la salle à manger de l'hôtel Crozat (Washington, National Gallery of Art)

Il travaille également pour Pierre Crozat, afin d'orner la maison de campagne que celui-ci se fait construire à Montmorency : le château de Montmorency, aussi par l'architecte Jean-Sylvain Cartaud.
L'élévation de l'hôtel se composait d'un rez de chaussée surmonté d'un attique.
Au retour de son voyage en Italie, en 1715, Pierre Crozat fait agrandir l'hôtel, sous la direction de l'architecte Gilles Marie Oppenord, par l'aménagement d'un nouveau grand-salon et d'une galerie neuve, la surélévation de l'aile nord sur la cour d'honneur. A cette époque, il fait aussi aménager au premier étage un cabinet octogone, inspiré par la Tribune des offices, qu'il avait découverte à Florence. Célèbre à l'époque, ce cabinet se caractérisait par un éclairage à l'italienne, au moyen de fenêtres placées au niveau du toit,
En 1715-1716, le sculpteur Pierre Le Gros le jeune exécute pour ce cabinet octogone, un décor sculpté en plâtre de génies des Arts et d'Amours grandeur nature. Pierre Crozat y dispose ses œuvres les plus rares.
Dans le troisième tiers du XVIIIe siècle, le duc de Choiseul fera agrandir ce cabinet octogone pour en faire son cabinet de travail, ce qui entrainera le démontage des sculptures exécutées par Pierre Le Gros le jeune, et la mise en place d'un nouveau parquet, dessiné en forme d'étoile.
Pierre Crozat, dont la vie est, tout entière, vouée à ses collections artistiques, s'entoure d'artistes, tels Watteau, Rosalba Carriera, et d'autres qu'il reçoit ou héberge dans son hôtel.

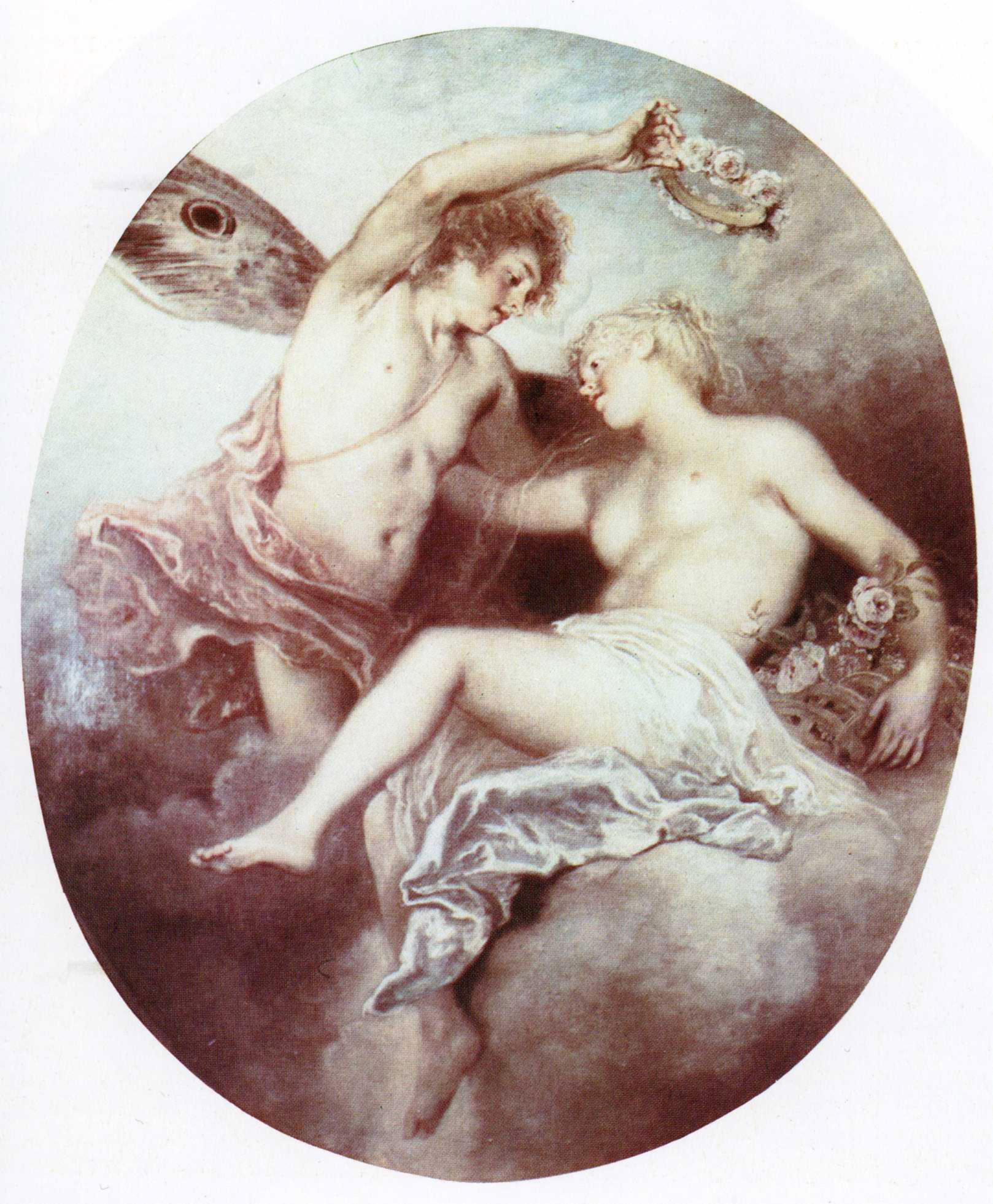
Zéphyr et Flore ou Le Printemps - Antoine Watteau. Peinture (disparue) issue du décor de la salle à manger de l'hôtel Crozat.

Pierre Crozat dispose dans cet hôtel les importantes collections de dessins, peintures, pierres gravées, sculptures qu'il a commencé à rassembler une vingtaine d'années avant la construction de l'hôtel, connues sous le nom de Collection Crozat.
La réunion de ces importantes collections et celle d'une bibliothèque font de l'hôtel un des principaux centres artistiques parisiens dans le premier tiers du XVIIIe siècle. Des concerts de musique de chambre sont donnés alors dans la grande galerie,.
L'activité du cercle de l'hôtel Crozat génère en particulier la publication, en 1729 et 1742, des deux volumes du Recueil Crozat, un recueil d'estampes artistiques d'un genre nouveau pour l'époque.
Lorsque Pierre Crozat meurt, sans descendance légitime, en 1740, l'hôtel et la plus grande partie de son contenu sont légués, comme le château de Montmorency, à l'ainé des fils de son frère, le financier Antoine Crozat : Louis François Crozat, marquis du Châtel.
Louis François Crozat succède à son oncle dans l'hôtel, qu'il fait agrandir par l'architecte Antoine-Matthieu Le Carpentier Il y dispose aussi sa propre collection d'Art, composée principalement de toiles italiennes. Lorsqu'il décède à son tour, le 31 janvier 1750, l'hôtel est habité par sa veuve et par son gendre, Charles Antoine de Gontaut Biron, puis passe à sa fille, Louise Honorine Crozat (1737-1801).

### L'hôtel de Choiseul

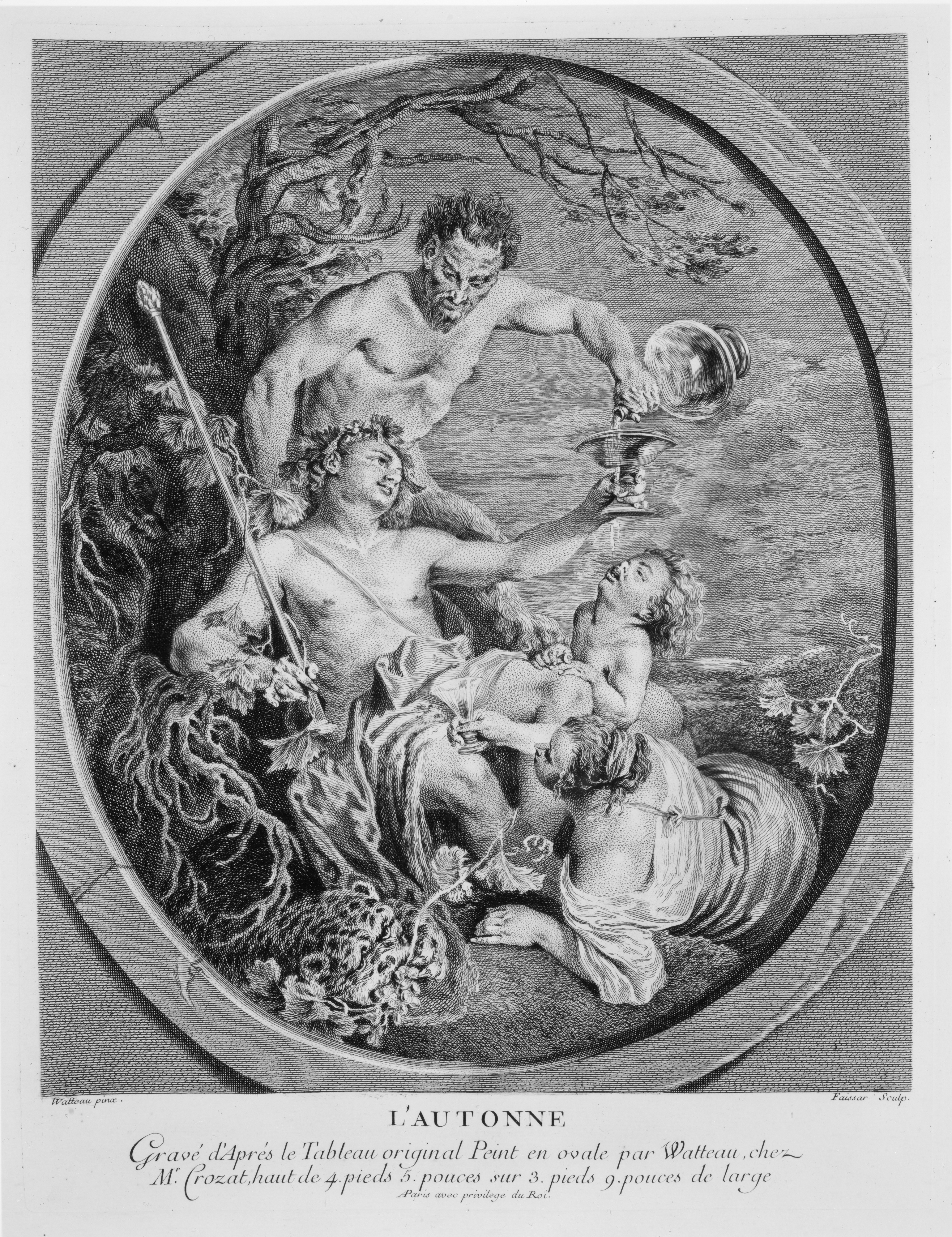
Bacchus et le Satyre, ou L'Automne - Gravure par Etienne Fessard, d'après la peinture exécutée par Antoine Watteau pour la salle à manger de l'hôtel Crozat.

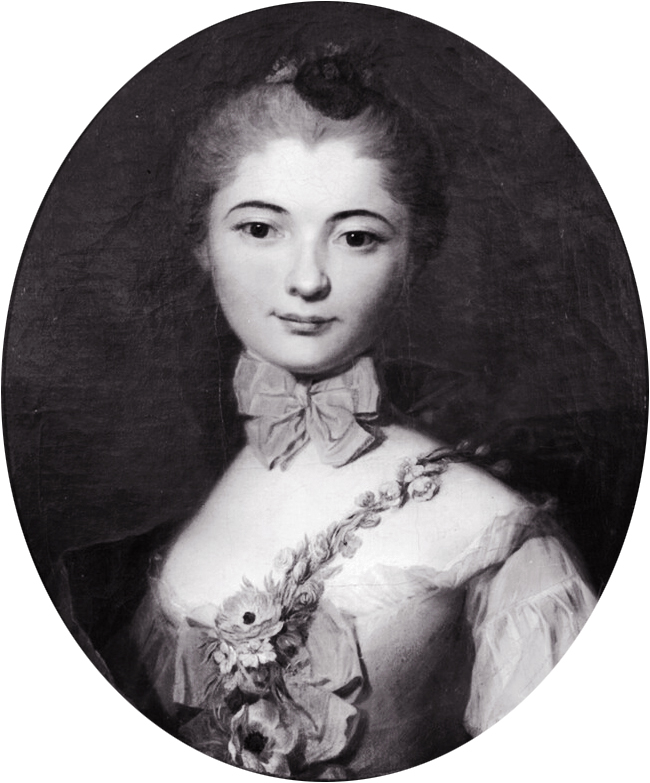
Louise Honorine Crozat du Châtel, duchesse de Choiseul

Louise Honorine Crozat épouse le 22 décembre 1750 Étienne-François de Choiseul (1719-1785), qui va faire une brillante carrière militaire, puis diplomatique et ministérielle. Tous deux reprennent en 1754 l'hôtel Crozat, qui devient l'hôtel de Choiseul. La collection d'Art de leur grand-oncle Pierre Crozat revenant à un autre de ses neveux, le baron de Thiers, qui la dispose dans son hôtel de la place Louis le Grand, aujourd'hui place Vendôme, Etienne François de Choiseul réunit, lui aussi, une importante collection d'Art, à l'occasion en particulier, de son ambassade à Rome, de 1753 à 1757, et l'installe dans l'hôtel de la rue de Richelieu.
Il vend la partie des jardins située au delà du boulevard. A la fin des années 1760, il fait agrandir et redécorer le Cabinet octogone, placer des parquets en étoile marquetés dans plusieurs pièces de l'hôtel.

Un aperçu de l'aspect de l'intérieur de l'hôtel de Choiseul à la fin des années 1760 est connu par trois miniatures de la Tabatière Choiseul, conservée depuis 2023 au Musée du Louvre, montrant le premier cabinet, pièce située au rez-de-chaussée de l'hôtel, entre l'antichambre et la grande galerie ; ainsi que le cabinet octogonal et la chambre du duc de Choiseul, pièces situées côte à côte, au premier étage.

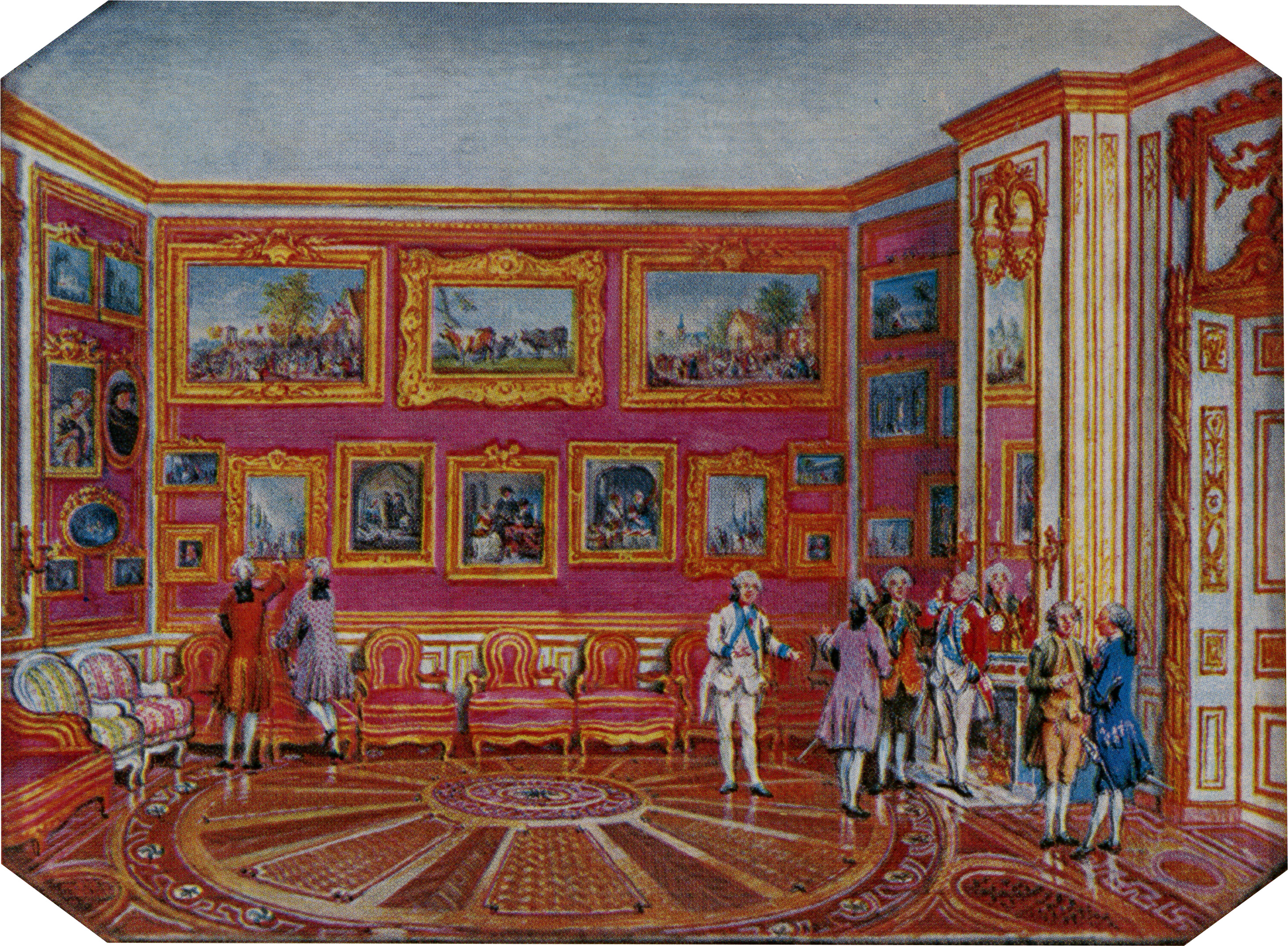
Hôtel Choiseul - Le Premier cabinet - Miniature de la Tabatière Choiseul (Musée du Louvre)

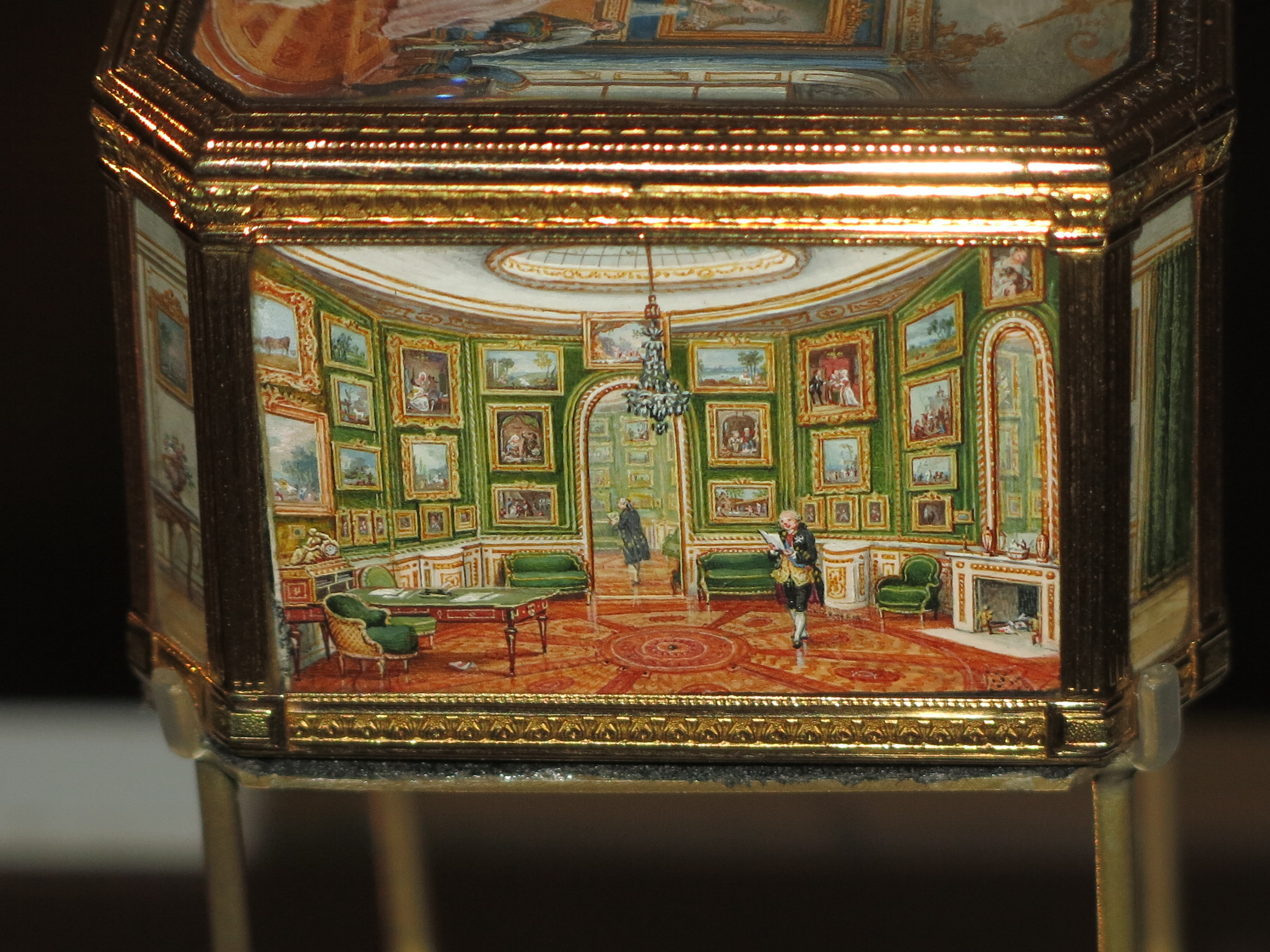
Hôtel Choiseul - Cabinet octogonal - Miniature de la Tabatière Choiseul (Musée du Louvre)

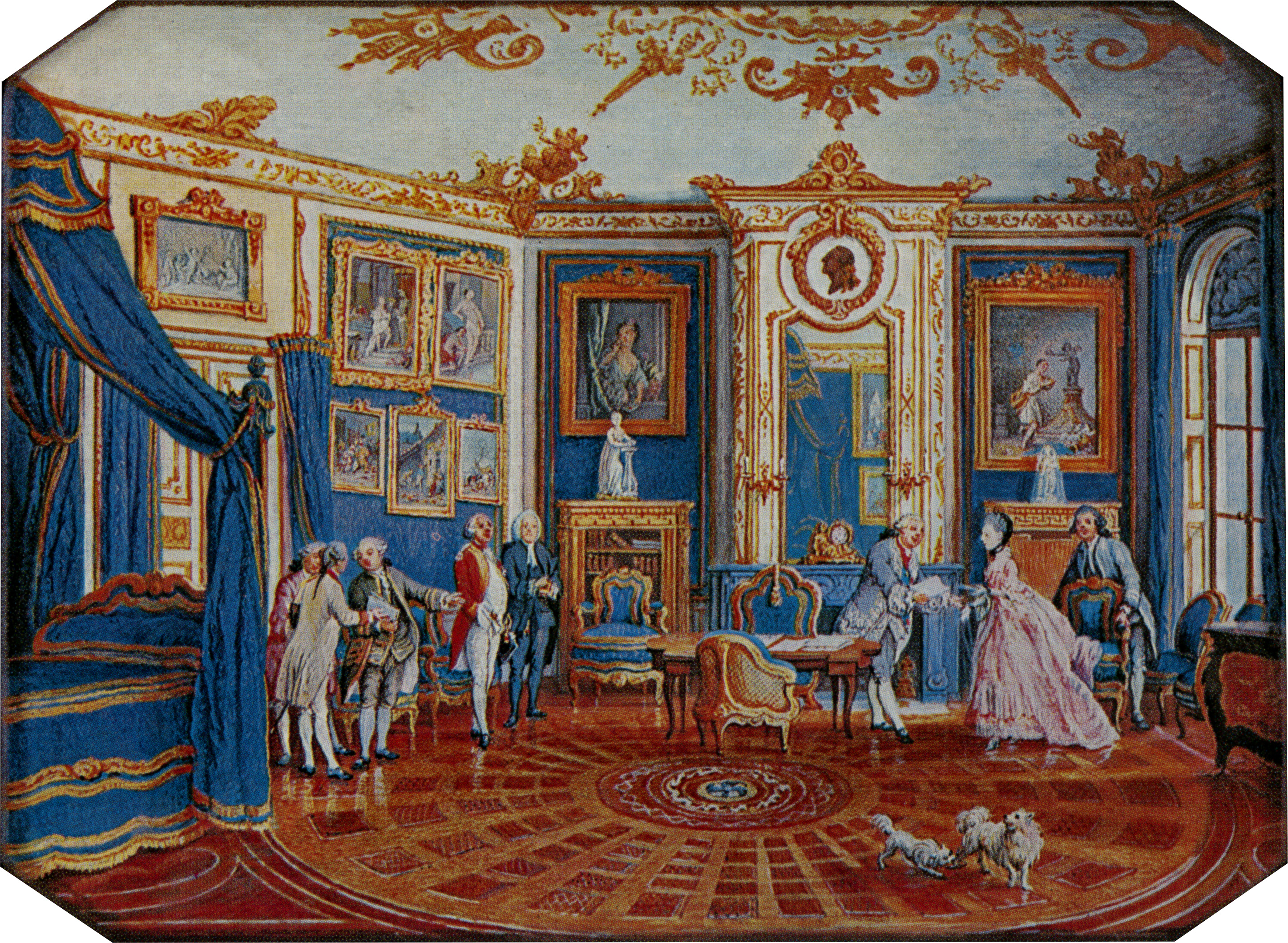
Hôtel Choiseul - Chambre bleue - Miniature de la Tabatière Choiseul (Musée du Louvre)

Une autre propriété des Crozat, longeant la parcelle étroite qui liait la rue du Faubourg-Saint-Honoré à l'avenue des Champs-Élysées, est vendue à Louis-Marie Colignon, architecte du Roi, en 1765, pour bâtir l'hôtel de La Vaupalière.
A la suite de sa disgrâce par Louis XV, en décembre 1770, le duc de Choiseul est exilé dans sa terre de Chanteloup, en Touraine, près d'Amboise. Cet exil l'empêche de résider dans son hôtel parisien et se prolonge jusqu'à la mort de Louis XV, en mai 1774.
En 1771, un album de gravures d'œuvres de la collection du duc de Choiseul est publié par le graveur Pierre-François Basan. En avril 1772, la collection d'Art contenue dans l'hôtel de la rue de Richelieu est dispersée aux enchères sur place.
À partir de 1780, les terrains entourant l'hôtel, puis, à partir de 1782, l'hôtel lui même sont lotis.
Le décor peint par Charles de La Fosse pour le plafond de la grande galerie, estimé à 40.000 francs à la mort du duc de Choiseul, en 1785, fut démonté et mis sur toile par parties pour la duchesse de Choiseul. L'ampleur de sa taille, hors norme, rend difficile sa commercialisation et son remontage sur un autre site. Sa trace se perd au décès de la duchesse de Choiseul, en 1801. Une peinture conservée au Musée des Arts décoratifs, à Paris, est généralement considérée comme inspirée par ce plafond,.
Une salle de théâtre, l'opéra comique, est construite ; les rues Favart, Grétry, Marivaux, d'Amboise et Saint-Marc (en partie), la place des Italiens (aujourd'hui place Boieldieu) sont ouvertes sur les anciens jardins de l'hôtel. L'architecture des immeubles construits alors dans ces rues par l'architecte du duc de Choiseul, Louis Denis Le Camus, est typique de leur époque.

Étienne-François de Choiseul s'installe dans l'hôtel Bouret-Laborde, où il finit ses jours. La vente a été effectuée par son ami le banquier Jean-Joseph de Laborde.

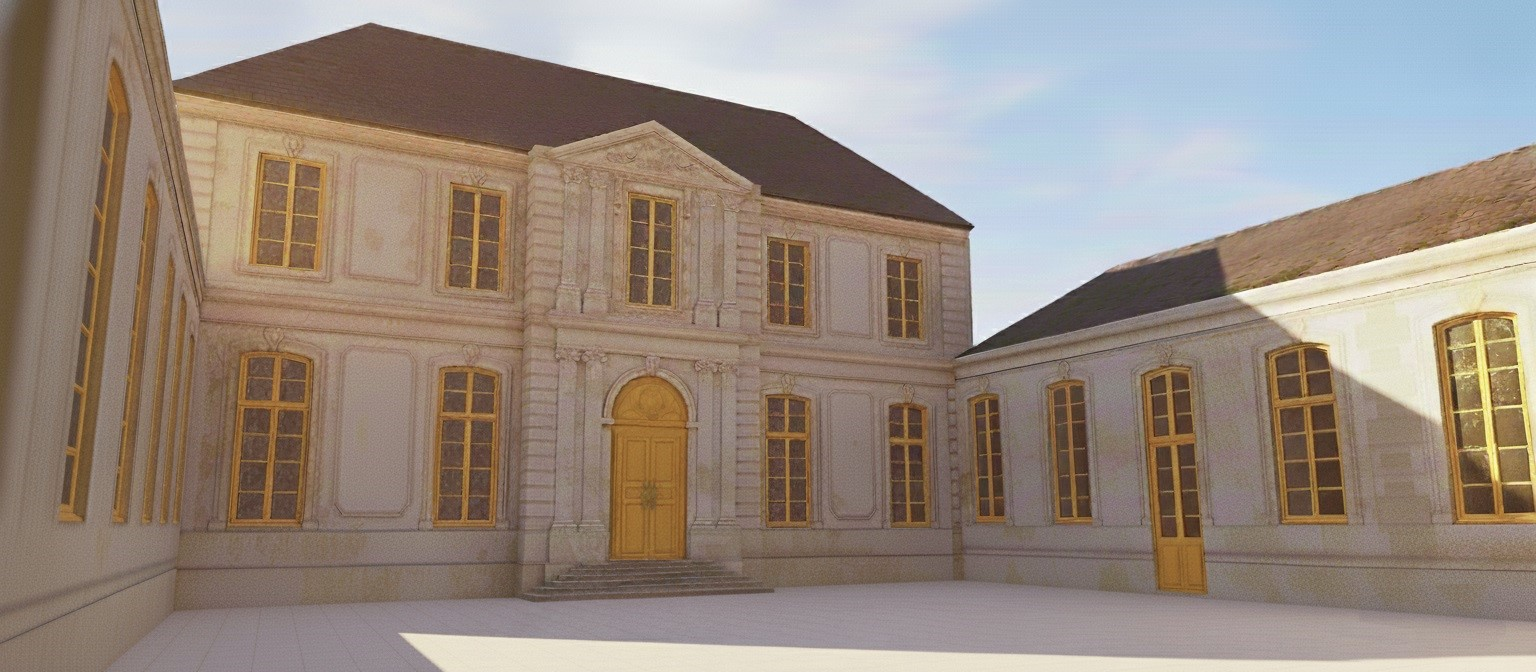
Schéma de la cour intérieure de l'Hôtel Crozat, rue de Richelieu, vers 1710.
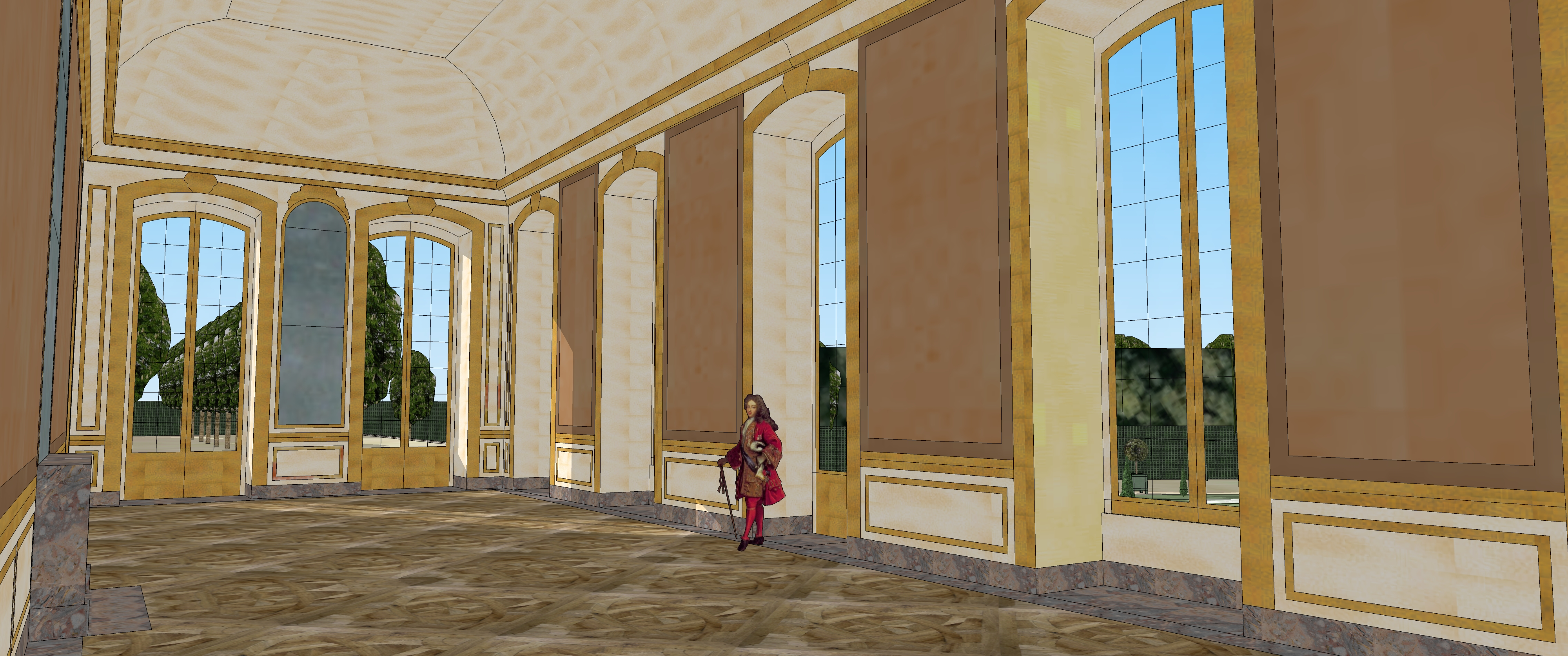
Essai de restitution du volume intérieur de la galerie de l'Hôtel Crozat, rue de Richelieu, vers 1710. Le plafond a été peint par Charles de La Fosse.
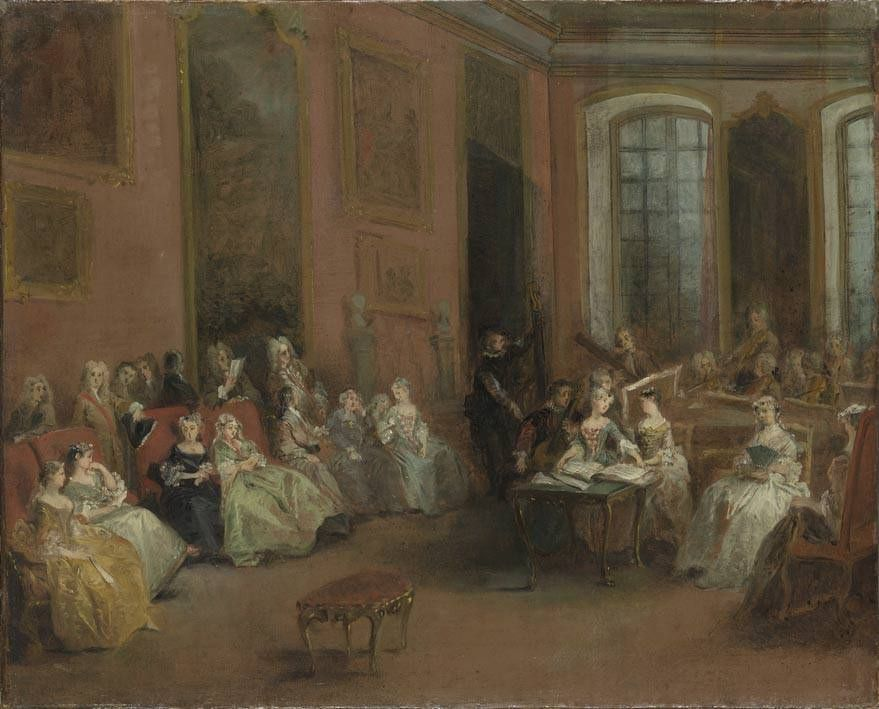
Concert à l'Hôtel Crozat, c. 1720, peinture de Nicolas Lancret (Alte Pinakothek, Munich). La scène ne peut se dérouler que dans la galerie de l'Hôtel.
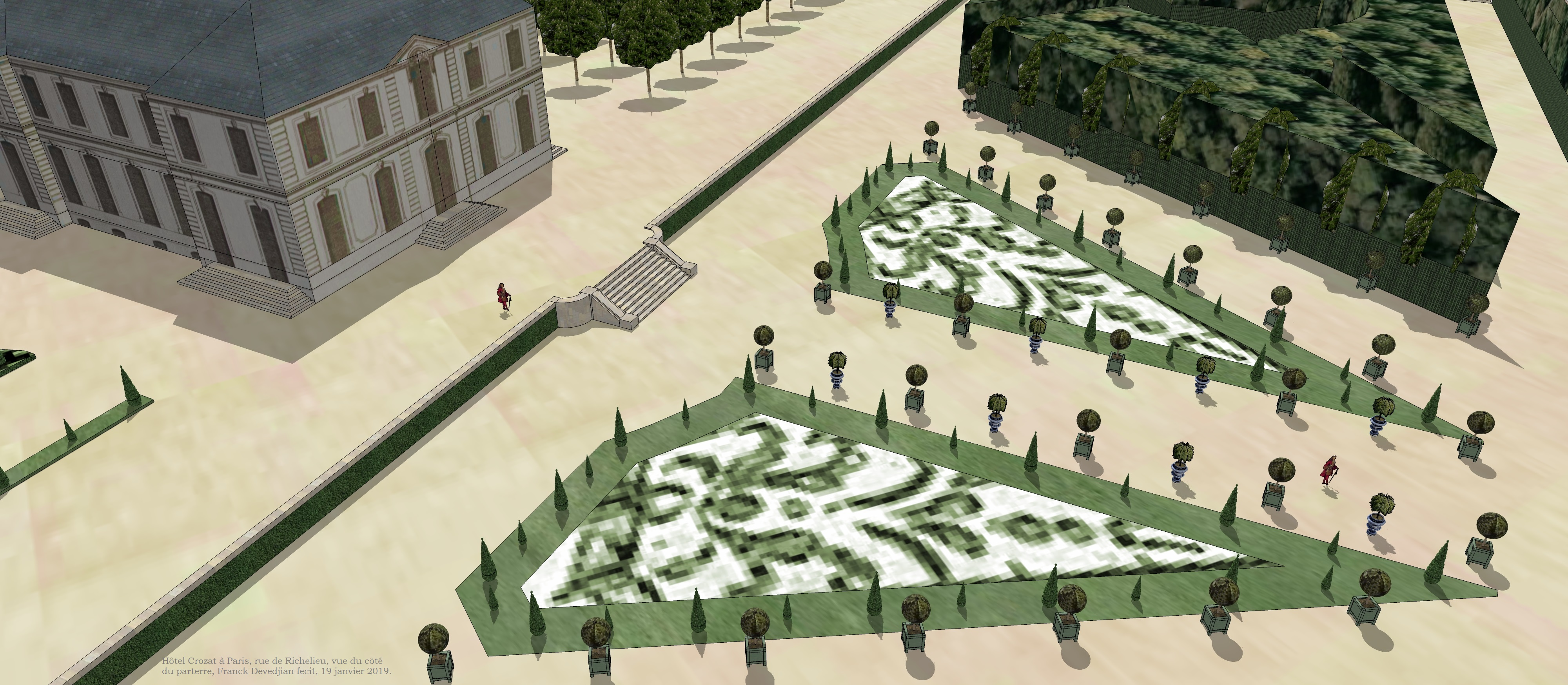
Restitution du côté jardin de l'Hôtel Crozat, sis rue de Richelieu, vers 1710.
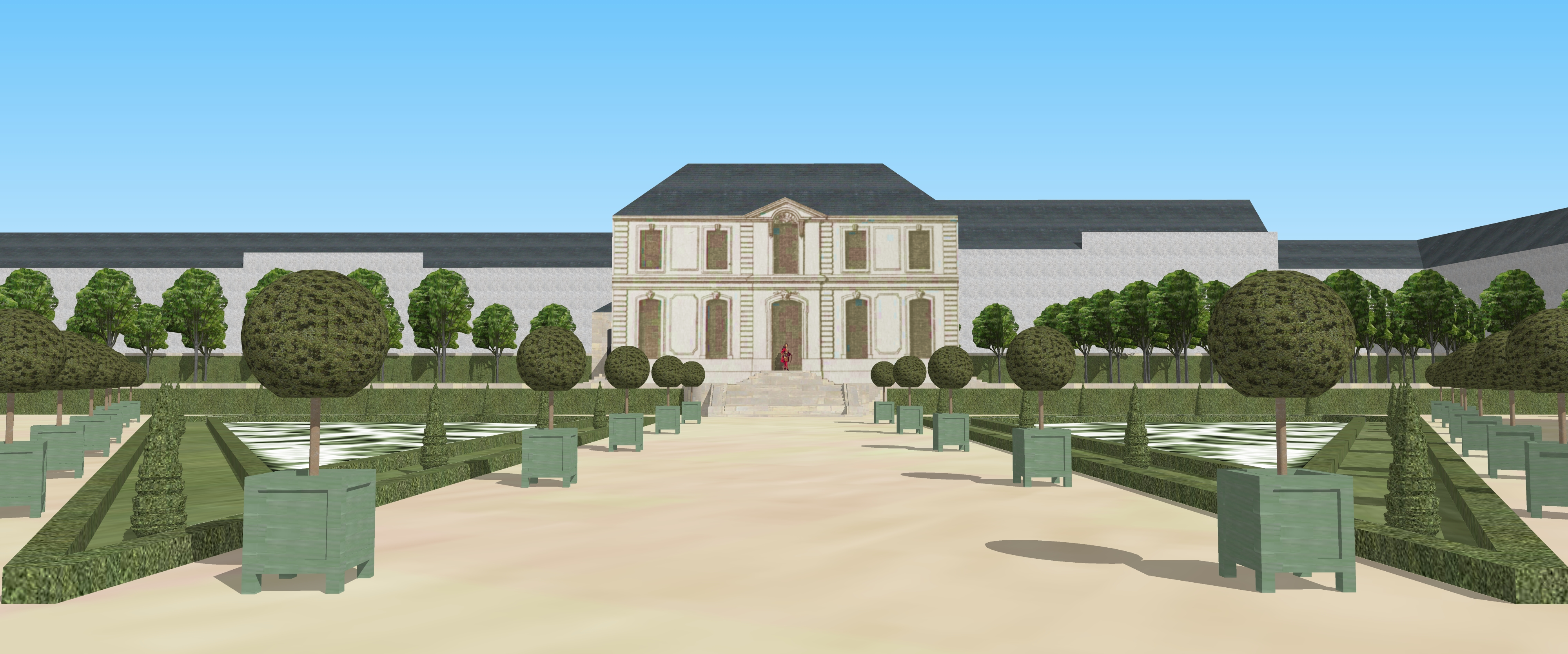
Vue de l'Hôtel Crozat de face, depuis le bout du parterre, vers 1710.
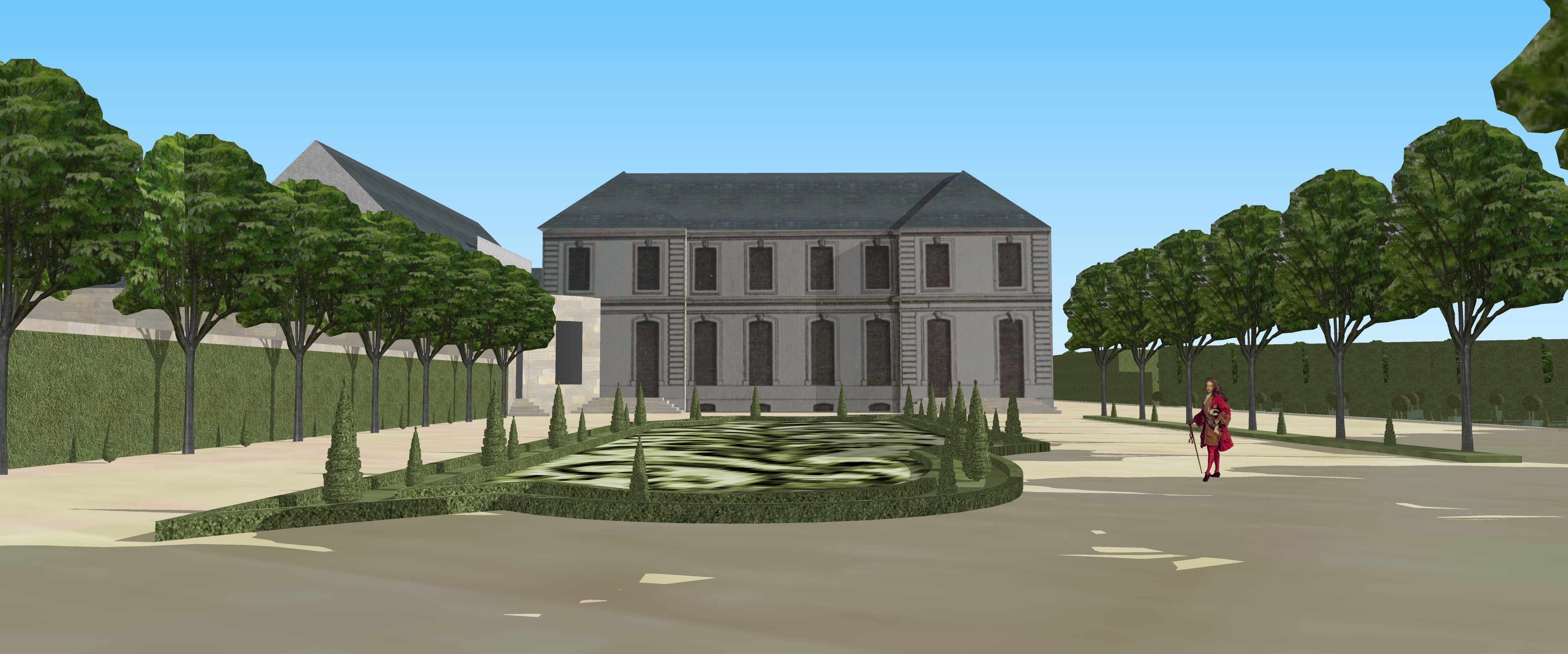
Vue depuis le bout du parterre nord de l'Hôtel Crozat de profil, vers 1710.